# Druyes-les-Belles-Fontaines
Druyes-les-Belles-Fontaines település Franciaországban, Yonne megyében. Lakosainak száma 273 fő (2022. január 1.). Druyes-les-Belles-Fontaines Billy-sur-Oisy, Andryes, Courson-les-Carrières, Étais-la-Sauvin, Sougères-en-Puisaye és Les Hauts de Forterre községekkel határos.

## Népesség
A település népességének változása:
| Lakosok száma | 293  | 286  | 292  | 279  | 272  | 266  | 267  | 268  | 273  |
|               | 2013 | 2015 | 2016 | 2017 | 2018 | 2019 | 2020 | 2021 | 2022 |